# Arens de Lledó
Arens de Lledó (Arenys de Lledó en catalán)es un municipio español situado en la provincia de Teruel, en la comunidad autónoma de Aragón. Se encuentra insertado en la comarca del Matarraña. Cuenta con una población de 194 habitantes (INE 2024), y una  extensión de 34,27 km².     
El pueblo de Arens de Lledó se encuentra situado en la zona más oriental de la provincia de Teruel, en una ladera montañosa, a la ribera del río Algás, junto al límite con la comarca de la Tierra Alta, en la provincia de Tarragona, ya en la vecina Cataluña. En esa ribera, se encuentra el Galeró, que es un lugar de baños muy frecuentado por sus habitantes y los visitantes.
Destaca en su municipio la iglesia de la Asunción de Nuestra Señora, de construcción gótica de sillería (a. XIV y XV) que posee un arco pasadizo de origen medieval. En el presbiterio se halla una escultura decorativa de dos peces, emblema de esta villa. Esta iglesia fue declarada "Bien de Interés Cultural el 8 de febrero de 1983".
Arens de Lledó se encuentra muy próxima a la localidad catalana de Horta de San Juan (Tarragona), conocida por un lado por ser la entrada al parque natural Els Ports y, por otro, porque Picasso pasó una temporada allí e inició su etapa cubista. Cabe destacar que, a pocos kilómetros de la villa, se localiza la capital cultural de la comarca del Matarraña, Calaceite, lugar frecuentado por artistas.

## Naturaleza
- Río Algars en Arens de LledóAlgars

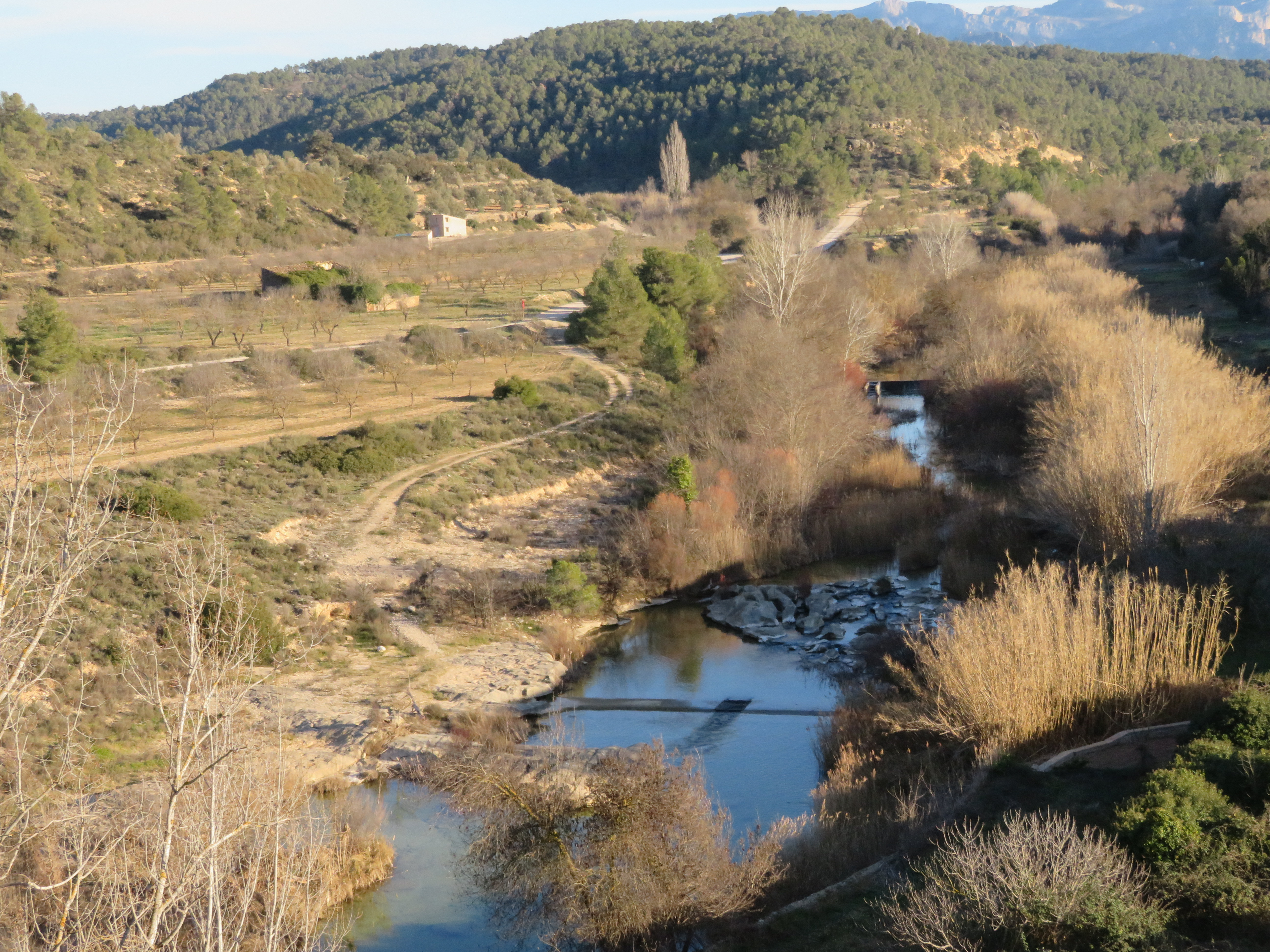
Río Algars en Arens de Lledó

El río Algars se encuentra entre Cataluña y Aragón. Es un afluente del río Matarraña. Marca los límites de la Comunidad de Aragón y Cataluña.
En él se pueden encontrar:  nutrias, cangrejos autóctonos, madrillas, tortugas y barbos culirrojos. 
El Algars forma en su recorrido, grietas naturales que almacenan agua y nos invitan al baño en los días calurosos del verano. Muy conocidas sus piscinas naturales, entre las que merece destacarse: el galeró, zona de baños utilizada por habitantes y visitantes de este bonito municipio.
- Aves

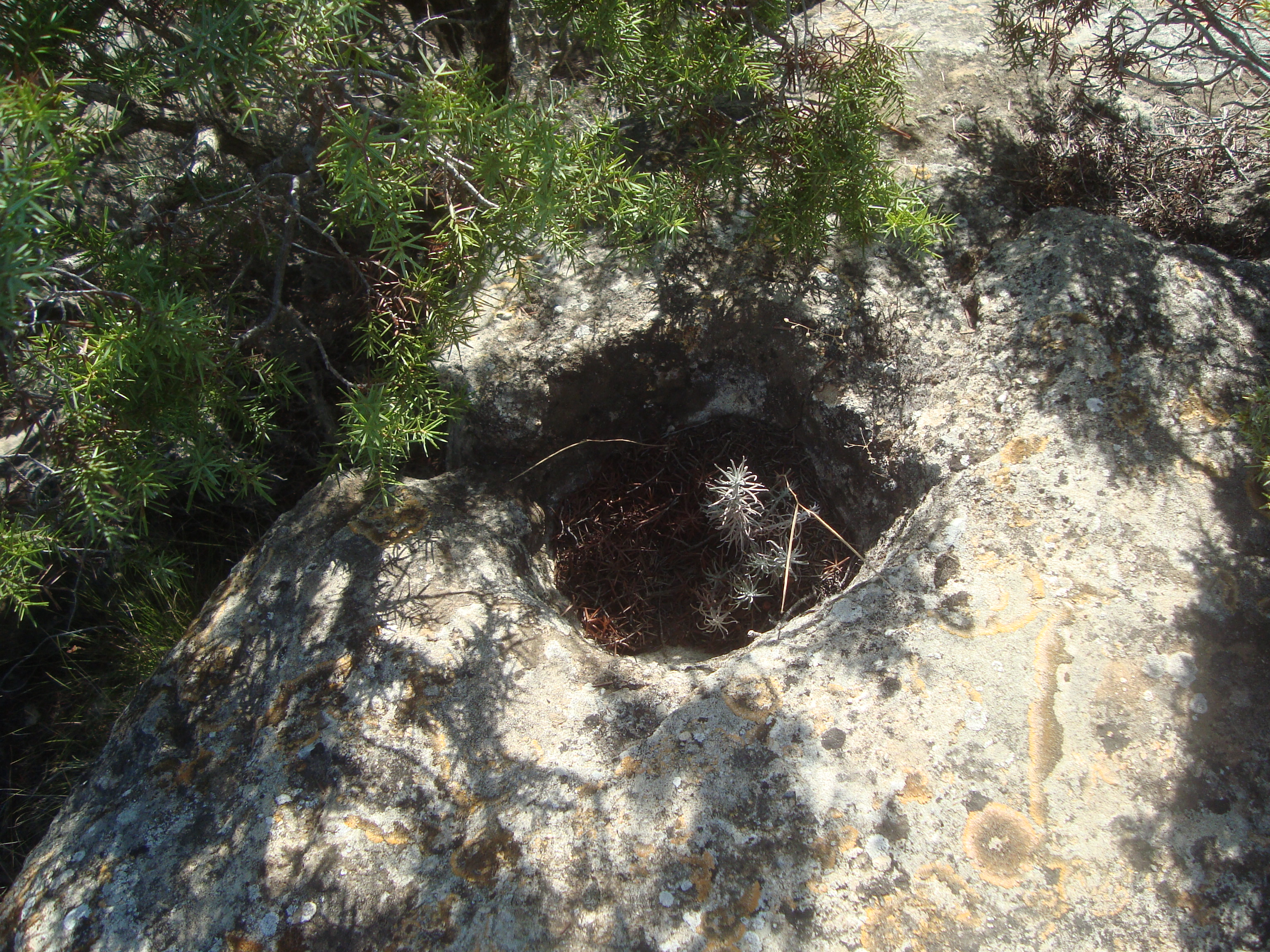
Cubeta ritual de época ibérica.

Podemos avistar sobrevolando la zona a las majestuosas: águilas reales y perdiceras. Si nos adentramos en sus bosques de pinos, encontraremos el pájaro picapinos y el rompepiñas.
- Fauna

Con suerte, divisaremos alguna cabra hispánica y seguro que vemos ardillas. Si hacemos un recorrido nocturno es posible que nos crucemos con algún gato montés, jineta e incluso con el zorro.
- Vegetación

Bosques de pinares del tipo silvestre y negro, boj, enebros, arces, tejos, avellaneros, encinas, almendros, olivos y robles. En los macizos rocosos, también encontraremos especies medicinales y aromáticas como: el tomillo y el romero.

## Historia
En 1785 fue distinguida con los privilegios de villa.

### Edad del Bronce y período íbero

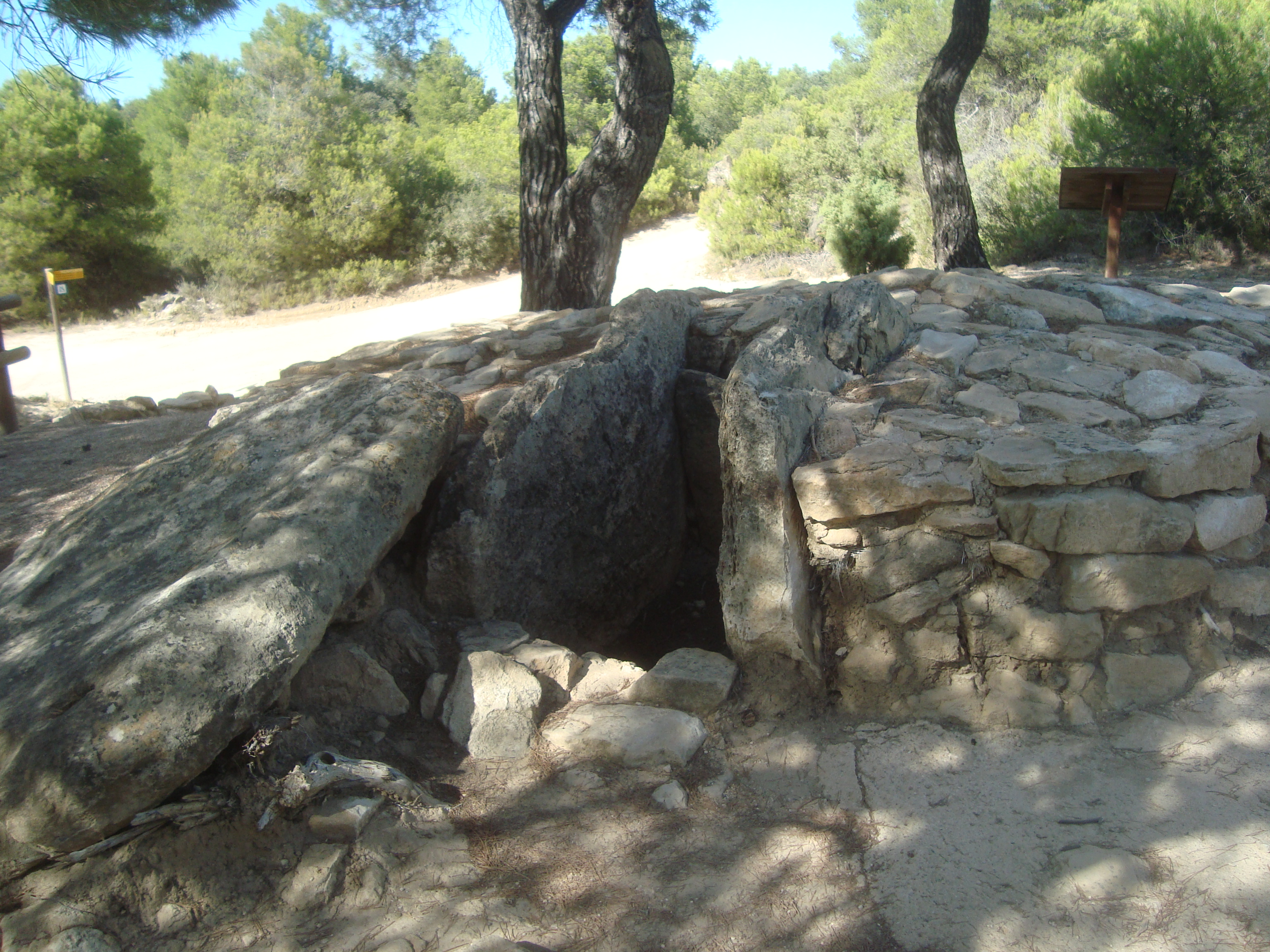
Túmulo funerario ibérico.

Fue el primer asentamiento humano al aire libre.
Se han encontrado en el término municipal, unos túmulos funerarios íberos que se encuentran en muy buen estado de conservación y que pueden ser visitados.

### Época islámica

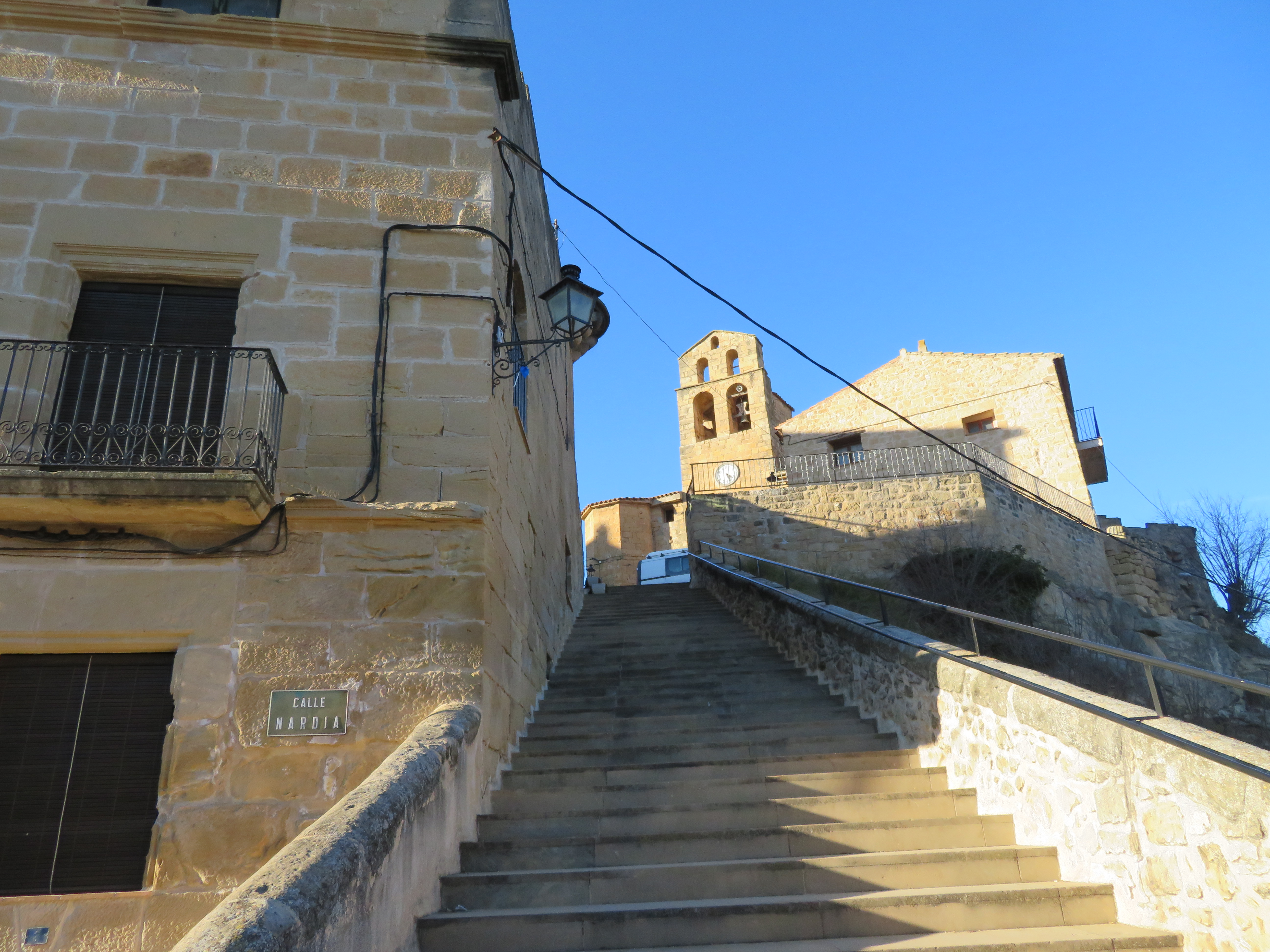
Escalinata del convento

Se conserva el “azud” (del árabe hispánico assúdd, y este del árabe clásico sudd). Palabra de origen árabe que significa 'barrera', siendo esta habitual para elevar el nivel de un caudal o río con el fin de derivar parte de este caudal a las acequias.

### Edad Media
Existen los restos de la muralla y a 6 km, en la ermita de San Hipólito (Sant Pol), se halla la base de una columna medieval jalona. También se encuentra en ese lugar, una cruz paté templaria.
Este santuario todavía es un centro de peregrinación, en el cual se celebra una romería todos los años, el primer sábado del mes de mayo, y que culmina con una tradicional misa en la ermita. La tradición dice que es el lugar en el que las mujeres pedían una buena maternidad.
Se asciende a la ermita a través de un sendero flanqueado por cipreses antiquísimos. En el lugar se encuentra un primitivo eremitorio.

### Edad Contemporánea
La guerra civil española de (1936 a 1939) también sacudió a este pueblo y en esa época el archivo municipal fue quemado pudiéndose salvar solamente los libros del registro civil. En la cercana localidad de Gandesa, Tierra Alta, se encuentra el centro de estudios de la Batalla del Ebro.
Debido a la posguerra y a las grandes heladas, se produjo un movimiento emigratorio, en busca de nuevas oportunidades de trabajo, principalmente hacia Barcelona y su área metropolitana y Valencia.

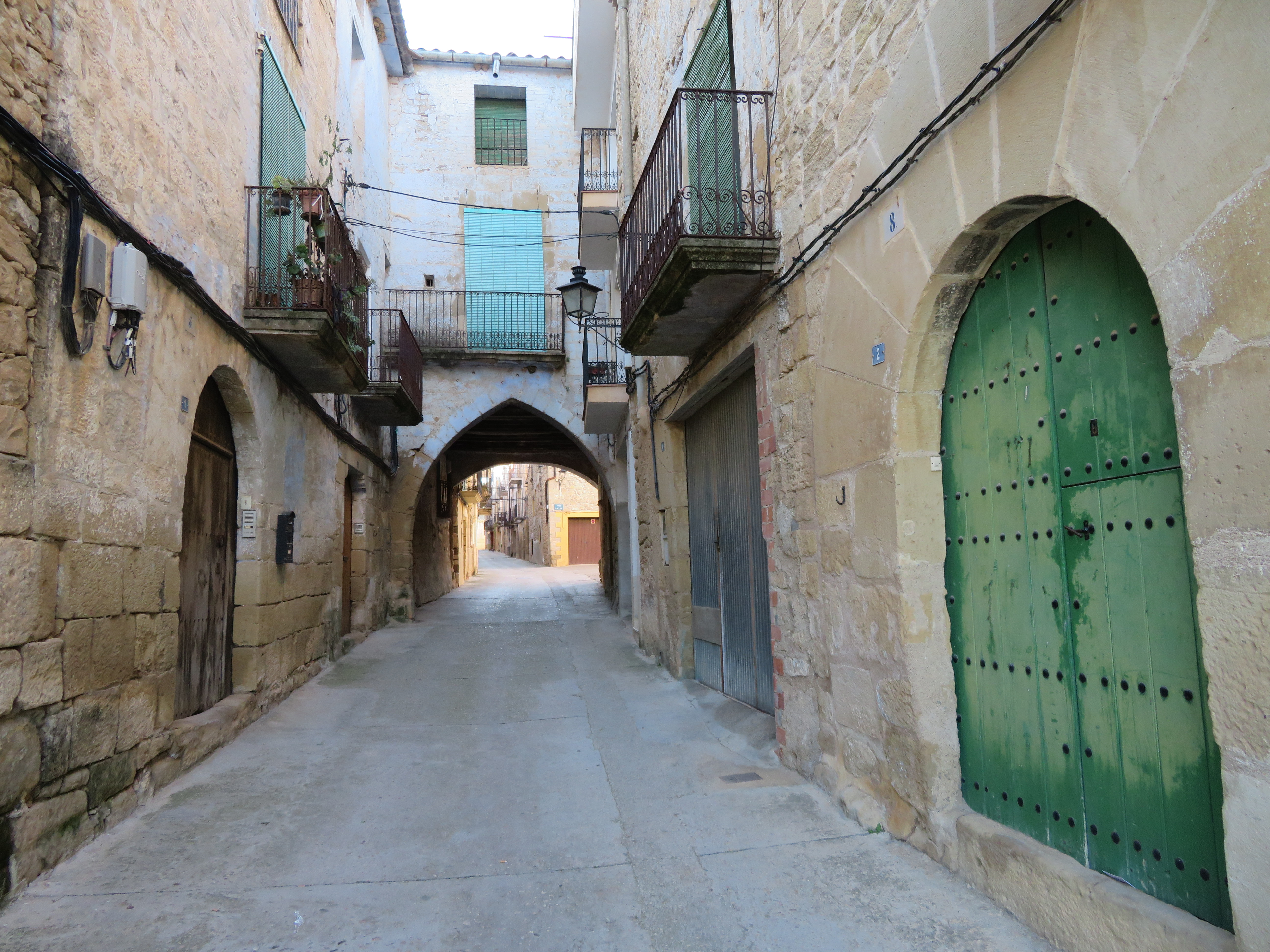
Arens de Lledó

## Ermita de San Pol
A 6 km de la localidad de Arens de Lledó, dentro de su término municipal, se alza la ermita de San Pol sobre un antiguo eremitorio de la época medieval. Está flanqueada la ermita por ancestrales cipreses que le otorgan al lugar un aire místico. De hecho, ese aire místico y el enclave donde se encuentra, hizo que este lugar fuera un punto de encuentro entre artistas de reconocido nombre que celebraban allí sus reuniones para hablar de libros, pinturas y esculturas.

## Demografía
Arens de Lledó cuenta con una población de 194 habitantes (INE 2024).
| Gráfica de evolución demográfica de Arens de Lledó entre 1842 y 2021                                                                                       |
| |
| Población de derecho según los censos de población del INE Población de hecho según los censos de población del INEEn este censo se denominaba Arens: 1842 |

| Nacionalidad | Hombres | Mujeres | Total | %     | Proporción |
| ------------ | ------- | ------- | ----- | ----- | ---------- |
| Española     | 76      | 78      | 154   | 71.9% |            |
| Extranjera   | 31      | 29      | 60    | 28.0% |            |

La población del municipio ha descendido notablemente, desde los 759 habitantes en 1900, pasando por los 595 en 1950 y los 232 en el 2002. Debido al atractivo paisajístico de este municipio, en un momento se incrementó ligeramente el censo de población, con personas venidas desde otras comunidades autónomas y desde el exterior, principalmente de países europeos.

## Economía
Antiguamente, en Arens de Lledó, toda la actividad agrícola e industrial de esta población del Matarraña, giraba en torno al cultivo del olivo y la extracción del aceite. Todos los pueblos de la zona tenían varios molinos de aceite. En el Valle del Matarraña en 1950 había 55 molinos, tres de los cuales en Arens de Lledó, hoy ya desaparecidos o inservibles.
La agricultura es la principal fuente de ingresos. También existen pequeños rebaños y granjas de engorde. Destacan los cultivos del olivo, el almendro y la vid.
La actividad empresarial se basa en el turismo. Existe una oferta de casas rurales y hostales, así como pequeños negocios y una cooperativa agrícola.

## Cine
En este pequeño municipio se encuentra un cine que proyecta películas para los socios de la Asociación Cultural El Galeró. Este local dispone de un escenario recién reformado, donde se prevé realizar obras teatrales y actuaciones musicales.

## Fiestas
- Víspera de Reyes (5 de enero). En la plaza del Ayuntamiento hay cabalgata de reyes que entregan sus regalos a los niños y mayores, llamándoles por su nombre. Organiza AMPA.

- San Antonio Abad (17 de enero o primer sábado siguiente). Se subastan comidas y postres. El total de la subasta es para hacer mejoras y contribuir al sostenimiento de la iglesia y sus obras. Organiza Comisión de Sant Pol.

- Santa Águeda (5 de febrero): día de las mujeres.  En este día las mujeres veneran la tradición. Acto religioso a favor de Santa Águeda. Entrega de la “tetilla”. Comida de mujeres y actos festivos. Organiza Comisión Santa Águeda.

- Carnaval. Recuperando esta fiesta. Disfraces con desfile por las calles del pueblo. Organiza Asociación Cultural El Galeró.

- Semana Santa. Procesiones. Organiza la iglesia parroquial.

- San Jorge (23 de abril). Venta de flores y libros. Actuación de un espectáculo infantil.Organizan: AMPA y Asociación Cultural El Galeró.

- San Pol. (primer sábado del mes de mayo). Romería. Tradicional misa en la ermita, lugar frecuentado por los lugareños. Comidas familiares y juegos infantiles. Tauleta a cargo de los quintos.Organizan: Ayuntamiento de Arens de Lledó, Asociación de San Pol y Comisión de fiestas.

- San Juan (24 de junio).

La víspera de San Juan l@s niñ@s del pueblo preparan una hoguera que será prendida por la noche. La asociación cultural reparte "coca de Sant Joan" y mistela. También se tiran petardos.
- San Cristóbal (10 de julio). Bendición de vehículos. Organiza la iglesia parroquial. Cena de hermandad en el polideportivo: Organiza: Comisión de fiestas.

- Semana Cultural (6 al 10 de agosto). Organiza Asociación Cultural El Galeró.

- Fiestas Mayores (del 12 al 16 de agosto). Fiestas en honor de los santos patronos: San Hipólito (San Pol) y Nuestra Señora de la Asunción. Organiza Comisión de fiestas.

- Nuestra Señora del Refugio (11 de octubre)

```
Es fiesta local por ser la patrona. Se celebra misa en la iglesia parroquial, hace unos años dicha misa se celebraba en la ermita de San Pol.
```

## Asociaciones
- Asociación cultural El Galeró, organiza diversos talleres y actos durante todo el año.
- AMPA, organiza actos infantiles, algunos de ellos en colaboración con la Asociación cultural El Galeró.
- Comisión de la iglesia parroquial, encargada de la preparación de actos y fiestas religiosas y del arreglo y decoro de la iglesia, catalogada como bien de interés.
- Comisión Santa Águeda, encargada de organizar el día de las mujeres en el mes de febrero.
- Comisión de San Pol, encargada del arreglo y decoro de la ermita de Sant Pol.
- Comisión de la feria, encarga de la organización de la feria de la almendra. Actualmente inactiva.
- Comisión de fiestas, encargada de la organización de las fiestas patronales.
- Asociación de jubilados y pensionistas "El Raig".

## Administración y política
| Período   | Alcalde                       | Partido     |  |
| --------- | ----------------------------- | ----------- |  |
| 1979-1983 | Andrés Dolz Tallada           | UCD         |  |
| 1983-1987 | Joaquín Bernús                | PSOE-Aragón |  |
| 1987-1991 | Ramón Ferrer Huguet           | PSOE-Aragón |  |
| 1991-1995 | Ramón Ferrer Huguet           | PSOE-Aragón |  |
| 1995-1999 | Carlota Lahosa                | PSOE-Aragón |  |
| 1999-2003 | César Bernús Casanova         | PSOE-Aragón |  |
| 2003-2007 | César Bernús Casanova         | PSOE-Aragón |  |
| 2007-2011 | María Teresa Querol Tallada   | PSOE-Aragón |  |
| 2011-2013 | María Teresa Querol Tallada   | PSOE-Aragón |  |
| 2013-2015 | Rosa María Casanova Pasamonte | PSOE-Aragón |  |
| 2015-2017 | María Ángeles Vaquer Domingo  | PSOE-Aragón |  |
| 2017-2019 | Manel Gallén Castillo         | PSOE-Aragón |  |
| 2019-2023 | Francisco Javier Cortés Yáñez | PSOE-Aragón |  |
| 2023-     | Francisco Javier Cortés Yáñez | PSOE-Aragón |  |

| Partido político    | Partido político                                   | 2003   | 2007   | 2011   | 2015   | 2019   | 2023   |
| Partido político    | Partido político                                   | Ediles | Ediles | Ediles | Ediles | Ediles | Ediles |
|                     | Partido de los Socialistas de Aragón (PSOE-Aragón) | 4      | 4      | 4      | 4      | 4      | 4      |
|                     | Partido Popular de Aragón (PP)                     | 1      | 1      | 1      | 1      | 1      | 1      |
|                     | Partido Aragonés (PAR)                             | —      | 0      | 0      | —      | —      | —      |
|                     | Chunta Aragonesista (CHA)                          | —      | 0      | —      | —      | —      | —      |
| Total de concejales | Total de concejales                                | 5      | 5      | 5      | 5      | 5      | 5      |